# Seznam měst na Bahamách
Toto je seznam měst na Bahamách.
Zdaleka největší aglomerací na Bahamách je Nassau, kde žije 227 940 obyvatel, což představuje asi 70 % obyvatelstva celé země.
V následující tabulce jsou uvedena města nad 200 obyvatel, výsledky sčítání obyvatelstva z 5. května 1990, odhady počtu obyvatel k 1. lednu 2005 a správní jednotky (distrikty), do nichž města náleží. Ostrov New Providence je spravován přímo vládou a nepatří do žádného distriktu. Počet obyvatel se vztahuje na vlastní město bez předměstí. Města jsou seřazena podle velikosti.
| Města na Bahamách | Města na Bahamách | Města na Bahamách   | Města na Bahamách  | Města na Bahamách | Města na Bahamách |
| Pořadí            | Město             | sčítání v roce 1990 | odhad pro rok 2005 | Správní jednotka  |                   |
| ----------------- | ----------------- | ------------------- | ------------------ | ----------------- | ----------------- |
| 1.                | Nassau            | 172 196             | 227 940            | New Providence    |                   |
| 2.                | Freeport          | 35 650              | 46 525             | Grand Bahama      |                   |
| 3.                | Coopers Town      | 5 700               | 8 413              | Abaco             |                   |
| 4.                | Marsh Harbour     | 3 600               | 5 314              | Abaco             |                   |
| 5.                | Freetown          | 3 210               | 4 074              | Eleuthera         |                   |
| 6.                | High Rock         | n/a                 | 3 744              | Grand Bahama      |                   |
| 7.                | Andros Town       | 2 730               | 2 455              | Andros            |                   |
| 8.                | Clarence Town     | 1 740               | 1 752              | Long Island       |                   |
| 9.                | Dunmore Town      | 1 200               | 1 523              | Eleuthera         |                   |
| 10.               | Rock Sound        | 1 100               | 1 396              | Eleuthera         |                   |
| 11.               | Arthur's Town     | 1 350               | 1 272              | Cat Island        |                   |
| 12.               | George Town       | 1 080               | 1 071              | Exuma and Cays    |                   |
| 13.               | Alice Town        | 900                 | 949                | Biminis           |                   |
| 14.               | Cockburn Town     | 300                 | 831                | San Salvador      |                   |
| 15.               | Sweeting Cay      | 400                 | 483                | Grand Bahama      |                   |
| 16.               | Matthew Town      | 470                 | 452                | Inagua Islands    |                   |
| 17.               | Snug Corner       | 380                 | 407                | Acklins Island    |                   |
| 18.               | Great Harbour     | 320                 | 377                | Berry Islands     |                   |
| 19.               | Nicholls Town     | n/a                 | 270                | Andros            |                   |
| 20.               | Colonel Hill      | 290                 | 240                | Crooked Island    |                   |
| 21.               | Pirates Well      | 270                 | 217                | Mayaguana         |                   |